# Ретинол

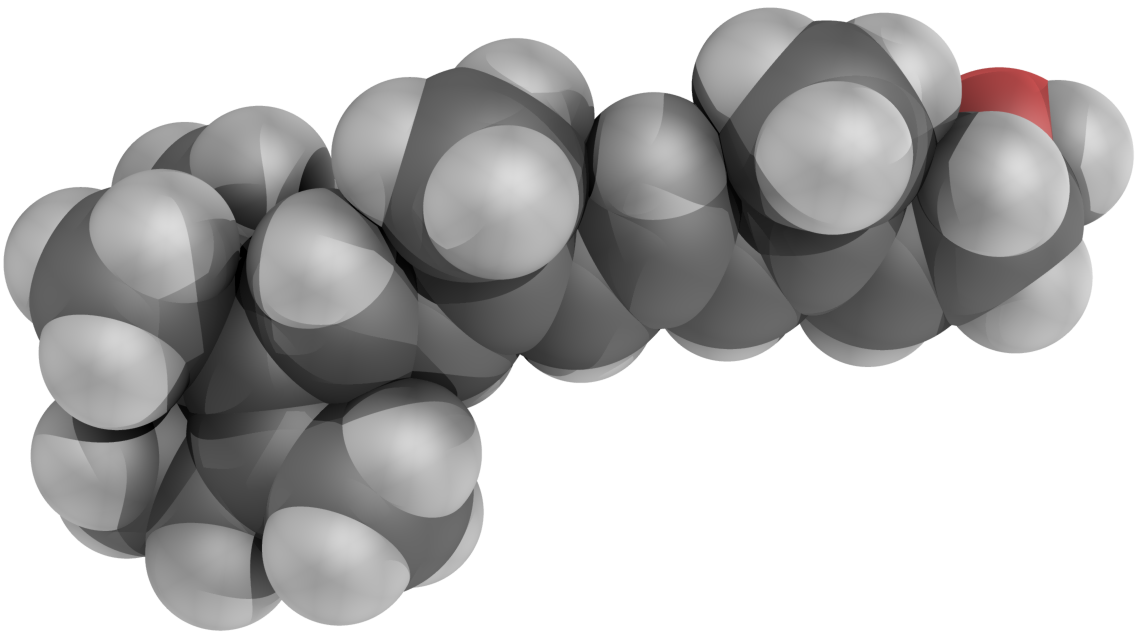
Трёхмерная модель молекулы ретинола

Ретино́л (истинный витамин A, (1,1,5-триметилциклогексен-5-ил-6)-(3,7-диметилнонатетраен-2,4,6,8-ол-1) (рац. формула С20Н30О) — жирорастворимый антиоксидант. В чистом виде нестабилен, встречается как в растительных продуктах, так и в животных источниках. Поэтому производится и используется в виде ретинола ацетата и ретинола пальмитата. В организме синтезируется из бета-каротина. Необходим для зрения и роста костей, здоровья кожи и волос, нормальной работы иммунной системы и т. д.
Открыт в 1913 году двумя независимыми группами учёных (Мак-Коллут — Дэвис и Осборн). Первый из открытых витаминов, в связи с чем получил буквенное обозначение «A» в соответствии с алфавитной номенклатурой.
Считается, что в высоких дозах оказывает тератогенное действие (способен вызывать врождённые дефекты развития плода). Тератогенное действие высоких доз ретинола сохраняется и некоторое время после его отмены. Однако по данным других исследований никакого тератогенного действия не выявлено. Доза 2500-8000 МЕ витамина А в день признана безопасной для беременных женщин (Hendrickx AG, Peterson P, Hartmann D, Hummler H. Reproductive toxicology 2000; 14 (4):311-23, Miller RK, Hendrickx AG, Mills JL, Hummler H, Wiegand UW. Reproductive toxicology 1998; 12(1):75-88).

## Описание
Ретинол является жирорастворимым, поэтому для его усваивания пищевым трактом требуются жиры, а также минеральные вещества. В организме его запасы остаются достаточно долго, чтобы не пополнять их каждый день. Существует две формы этого витамина: это готовый витамин А (ретинол) и провитамин А (каротин), который в организме человека превращается в витамин A, поэтому его можно считать растительной формой витамина A. При недостатке витамина А на коже образуются трещины, секутся волосы и слоятся ногти.
Витамин A имеет бледно-жёлтый цвет, который образуется из красного растительного пигмента бета-каротина.
Близкие по структуре соединения:
- ретинол (витамин А-спирт, аксерофтол, антиксерофтальмический);
- дегидроретинол;
- ретиналь (ретинен, витамин А-альдегид);
- ретиноевая кислота, или рутинол (витамин А-уксусная кислота);
- пространственные изомеры.

## Функции
Витамин А участвует в окислительно-восстановительных процессах, регуляции синтеза белков, способствует нормальному обмену веществ, функции клеточных и субклеточных мембран, играет важную роль в формировании костей и зубов, а также жировых отложений; необходим для роста новых клеток, замедляет процесс старения.
Витамин А поддерживает ночное зрение путём образования пигмента, называемого родопсин, способного улавливать минимальный свет, что очень важно для ночного зрения. Он также способствует увлажнению глаз, особенно уголков, предохраняя их от пересыхания и последующего травмирования роговицы.
Витамин А необходим для нормального функционирования иммунной системы и является неотъемлемой частью процесса борьбы с инфекцией. Применение ретинола повышает барьерную функцию слизистых оболочек, увеличивает фагоцитарную активность лейкоцитов и других факторов неспецифического иммунитета. Витамин А защищает от простуд, гриппа и инфекций дыхательных путей, пищеварительного тракта, мочевых путей. Наличие в крови витамина А является одним из главных факторов, ответственных за то, что дети в более развитых странах гораздо легче переносят такие инфекционные заболевания как корь, ветряная оспа, тогда как в странах с низким уровнем жизни намного выше смертность от этих «безобидных» вирусных инфекций. Обеспеченность витамином А продлевает жизнь даже больным СПИДом.

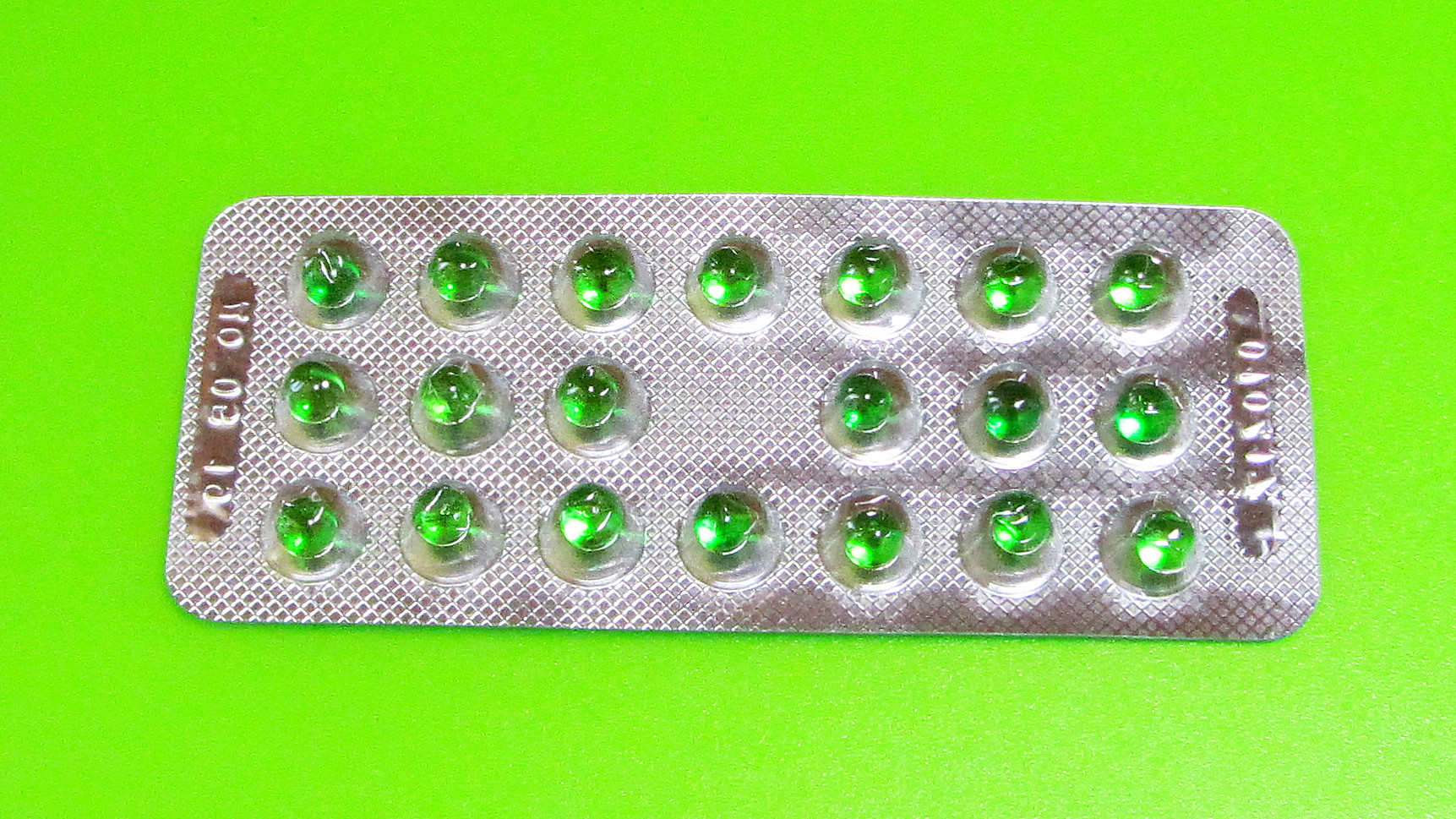
Ретинола ацетат

Ретинол необходим для поддержания и восстановления эпителиальных тканей, из которых состоят кожа и слизистые покровы. Не зря практически во всех современных косметических средствах содержатся ретиноиды — его синтетические аналоги. Действительно, витамин А применяется при лечении практически всех заболеваний кожи (акне, прыщи, псориаз и т. д.). При повреждениях кожи (раны, солнечные ожоги) витамин А ускоряет процессы заживления, а также стимулирует синтез коллагена, улучшает качество вновь образующейся ткани и снижает опасность инфекций.
Ввиду своей тесной связи со слизистыми оболочками и эпителиальными клетками витамин А благотворно влияет на функционирование лёгких, а также является стоящим дополнением при лечении некоторых болезней желудочно-кишечного тракта (язвы, колиты).
Ретинол необходим для нормального эмбрионального развития, питания зародыша и уменьшения риска таких осложнений беременности, как малый вес новорожденного.
Витамин А принимает участие в синтезе стероидных гормонов (включая прогестерон), сперматогенезе, является антагонистом тироксина — гормона щитовидной железы.
Как витамин А, так и β-каротин, будучи мощными антиоксидантами, являются средствами профилактики и лечения раковых заболеваний, в частности, препятствуя повторному появлению опухоли после операций.
И витамин А, и β-каротин защищают мембраны клеток мозга от разрушительного действия свободных радикалов, при этом β-каротин нейтрализует самые опасные виды свободных радикалов: радикалы полиненасыщенных кислот и радикалы кислорода.
Антиоксидантное действие β-каротина играет важную роль в предотвращении заболеваний сердца и артерий, он обладает защитным действием у больных стенокардией, а также повышает содержание в крови «полезного» холестерина (ЛПВП).
Лютеин и зеаксантин — главные каротиноиды, защищающие наши глаза: они способствуют предупреждению катаракты, а также снижают риск дегенерации жёлтого пятна (важнейшего органа зрения), которая в каждом третьем случае является причиной слепоты. При авитаминозе витамина А развивается кератомаляция.
Ещё один каротиноид — ликопин (содержится в основном в помидорах) защищает от атеросклероза, предотвращая окисление и накопление на стенках артерий холестерина низкой плотности. Кроме того, это самый «сильный» каротиноид в отношении защиты от рака, особенно рака молочной железы, эндометрия и простаты.
Укрепляет кости.

## Суточная потребность
Рекомендуемой суточной дозой витамина А является:
- 900 мкг (3000 ME) для взрослых (для беременных больше на 100 мкг, для кормящих — на 400 мкг);
- 400—1000 мкг для детей, в зависимости от возраста и пола;
- При заболеваниях, связанных с недостаточностью ретинола, дозировка может быть увеличена до верхнего допустимого уровня потребления — 3000 мкг.

Вышеприведённые дозировки относятся исключительно к ретиноидной форме витамина А. Каротиноидная форма не столь токсична.

### Таблица суточной нормы потребления ретинола (витамина A)
| Возрастная группа, пол | Возраст         | Нормы потребления ретинол (витамина A), мкг/сутки |
| ---------------------- | --------------- | ------------------------------------------------- |
| Младенцы               | до 6 месяцев    | 400                                               |
| Младенцы               | 7—12 месяцев    | 500                                               |
| Дети                   | 1—3 года        | 300                                               |
| Дети                   | 4—8 лет         | 400                                               |
| Дети                   | 9—13 лет        | 600                                               |
| Мужчины                | 14 лет и старше | 900                                               |
| Женщины                | 14 лет и старше | 700                                               |

## Неравнозначность ретиноидов и каротиноидов
Поскольку часть каротиноидов может преобразовываться в организме в витамин A, для сравнения ценности продуктов питания необходимо понимать, сколько употреблённых с пищей каротиноидов равноценны определённому количеству ретинола. Некоторая путаница возникает из-за того, что представление об эквивалентном количестве с течением времени менялось.
В течение многих лет использовалась система, основанная на международных единицах (МЕ). Одна МЕ равнялась 0,3 мкг ретинола, 0,6 мкг β-каротина или 1,2 мкг других каротиноидов, являющихся провитаминами A.
Позднее стали использовать другую единицу — эквивалент ретинола (ЭР). 1 ЭР соответствовал 1 мкг ретинола, 2 мкг растворённого в жире β-каротина (из-за плохой растворимости в большинстве витаминных комплексов β-каротин растворён лишь частично), 6 мкг β-каротина в обычной пище (так как усвояемость в этом случае ниже, чем в случае растворённого в жире β-каротина) или 12 мкг α-каротина, γ-каротина или β-криптоксантина в пище (так как из молекул этих каротиноидов образуется на 50 % меньше ретинола по сравнению с молекулами β-каротина).
Более поздние исследования показали, что в действительности усваиваемость каротиноидов в два раза ниже по сравнению с тем, что считалось ранее. В связи с этим в 2001 Институт медицины США вводит очередную новую единицу — эквивалент активности ретинола (RAE). 1 RAE соответствует 1 мкг ретинола, 2 мкг растворённого в жире β-каротина, 12 мкг «пищевого» β-каротина или 24 мкг любого из трёх оставшихся каротиноидов, являющихся провитаминами A.
| Вещество и химическое окружение   | Микрограмм эквивалента активности ретинола на 1 микрограмм вещества |
| --------------------------------- | ------------------------------------------------------------------- |
| ретинол                           | 1                                                                   |
| бета-каротин, растворённый в жире | 1/2                                                                 |
| бета-каротин в пище               | 1/12                                                                |
| альфа-каротин в пище              | 1/24                                                                |
| гамма-каротин в пище              | 1/24                                                                |
| бета-криптоксантин в пище         | 1/24                                                                |

Так как синтез ретинола в человеческом организме регулируется объёмом доступного ретинола, преобразование в указанном количестве будет происходить только при недостатке витамина A. На усваиваемость провитаминов также сильно влияет количество липидов, употреблённых одновременно с провитаминами; липиды улучшают усваиваемость провитамина.
Комиссия по питанию и диетологии приводит пример диеты вегана, содержащий суточную норму витамина A (стр. 120). С другой стороны, суточная потребность в ретиноле или его эквивалентах, публикуемая Национальной академией наук США, с течением времени снижалась. Рекомендованная суточная доза (для мужчин) в 1968 году составляла 5000 МЕ (1500 мкг ретинола). В 1974 она была понижена до 1000 ЭР (1000 мкг ретинола). В настоящее время она составляет 900 RAE (900 мкг или 3000 МЕ ретинола). Это эквивалентно 1800 мкг растворённого в жире β-каротина (3000 МЕ) или 10 800 мкг β-каротина в пище (18 000 МЕ).

## Взаимодействия

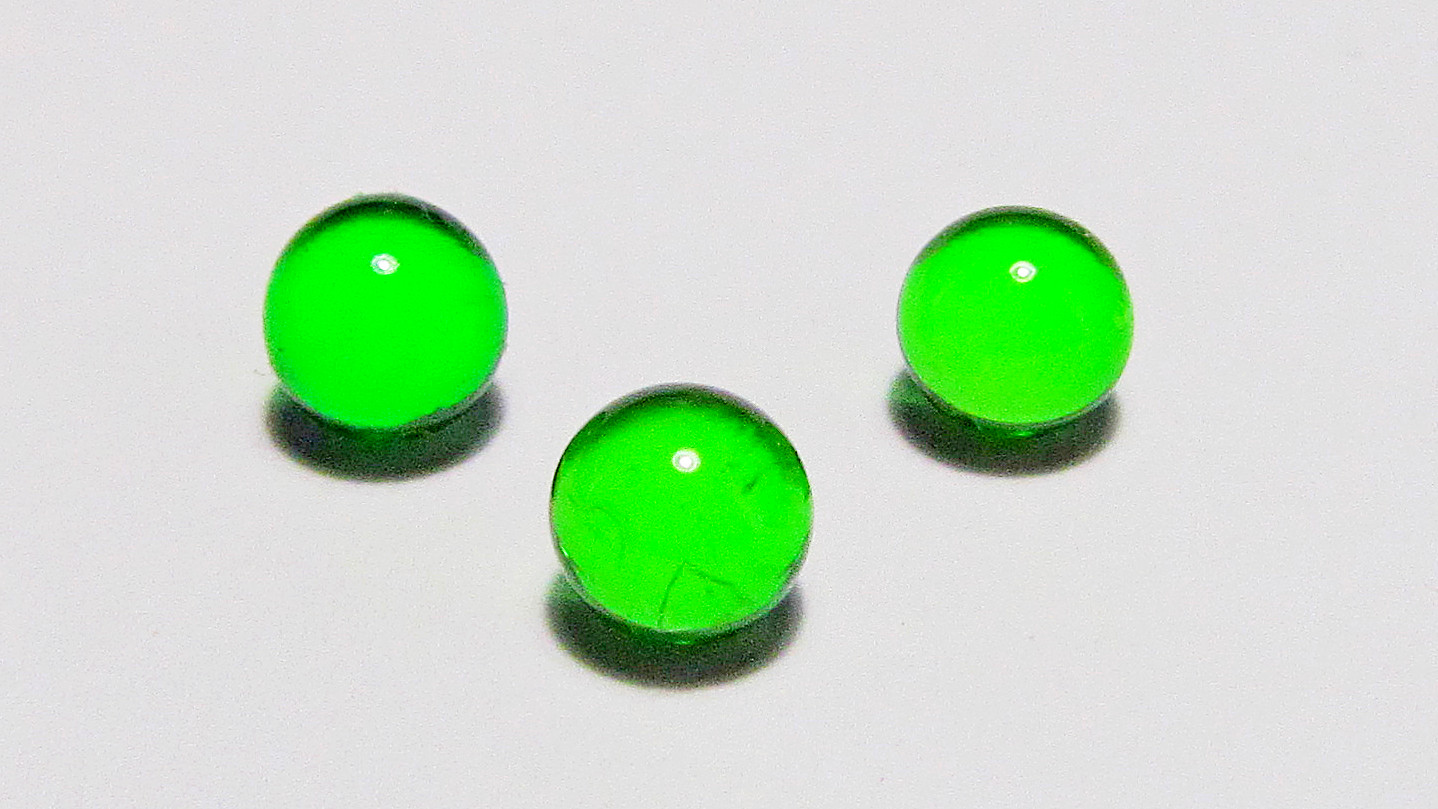
Ретинола ацетат

- Витамин E (токоферол) предохраняет витамин А от окисления как в кишечнике, так и в тканях. Следовательно, если имеется недостаток витамина Е, организм не может усвоить нужное количество витамина А, и поэтому эти два витамина нужно принимать вместе.
- Дефицит цинка может привести к нарушению превращения витамина А в активную форму. Поскольку организм в отсутствие достаточного количества цинка не может синтезировать белок, связывающий витамин А, — молекулу-переносчика, которая транспортирует витамин А через стенку кишечника и освобождает его в крови, — дефицит цинка может привести к плохому поступлению витамина А к тканям. Эти два компонента взаимозависимы: так, витамин А способствует усвоению цинка, а цинк так же действует в отношении витамина А.
- Минеральное масло, которое можно иногда принять как слабительное, может растворить жирорастворимые вещества (такие как витамин А и бета-каротин). Эти витамины затем проходят по кишечнику, не усваиваясь, поскольку они растворены в минеральном масле, из которого организм не может их извлечь. Постоянное применение минерального масла, таким образом, может привести к недостатку витамина А.